# Angelina Saey
Angelina Saey (1933-1979) was een model uit Antwerpen van Letse afkomst. Zij poseerde als tijgermeisje voor de bekende verpakking van het sigarettenmerk Tigra en ook met het zwarte kapje op voor sigarettenfabrikant Belga. Het was de Amerikaanse kunstenaar Al Moore die ingehuurd werd door de Belgische sigarettenfabrikant Vander Elst om haar te vereeuwigen. In de jaren 50 en 60 groeide zij aldus uit tot een sekssymbool in België.
In 1979 werd ze door haar man, diamantair Jozef De Roeck, en hun twee zoons, gevonden in hun villa te Brasschaat in een grote plas bloed en met een strop rond haar nek. Een (tweede) lijkschouwing wees uit dat het een moord was, vermomd als zelfmoord. De moord werd echter nooit opgelost.